# Berosus (cràter)
Berosus és un cràter d'impacte lunar que es troba a la zona nord-est de la Lluna, amb el cràter Hahn a menys d'un diàmetre al nord-oest. Més cap a l'est-nord-est se situa el gran cràter Gauss, i al nord-nord-oest es troba Bernoulli. Per la seva ubicació, aquest cràter apareix en escorç vist des de la Terra.

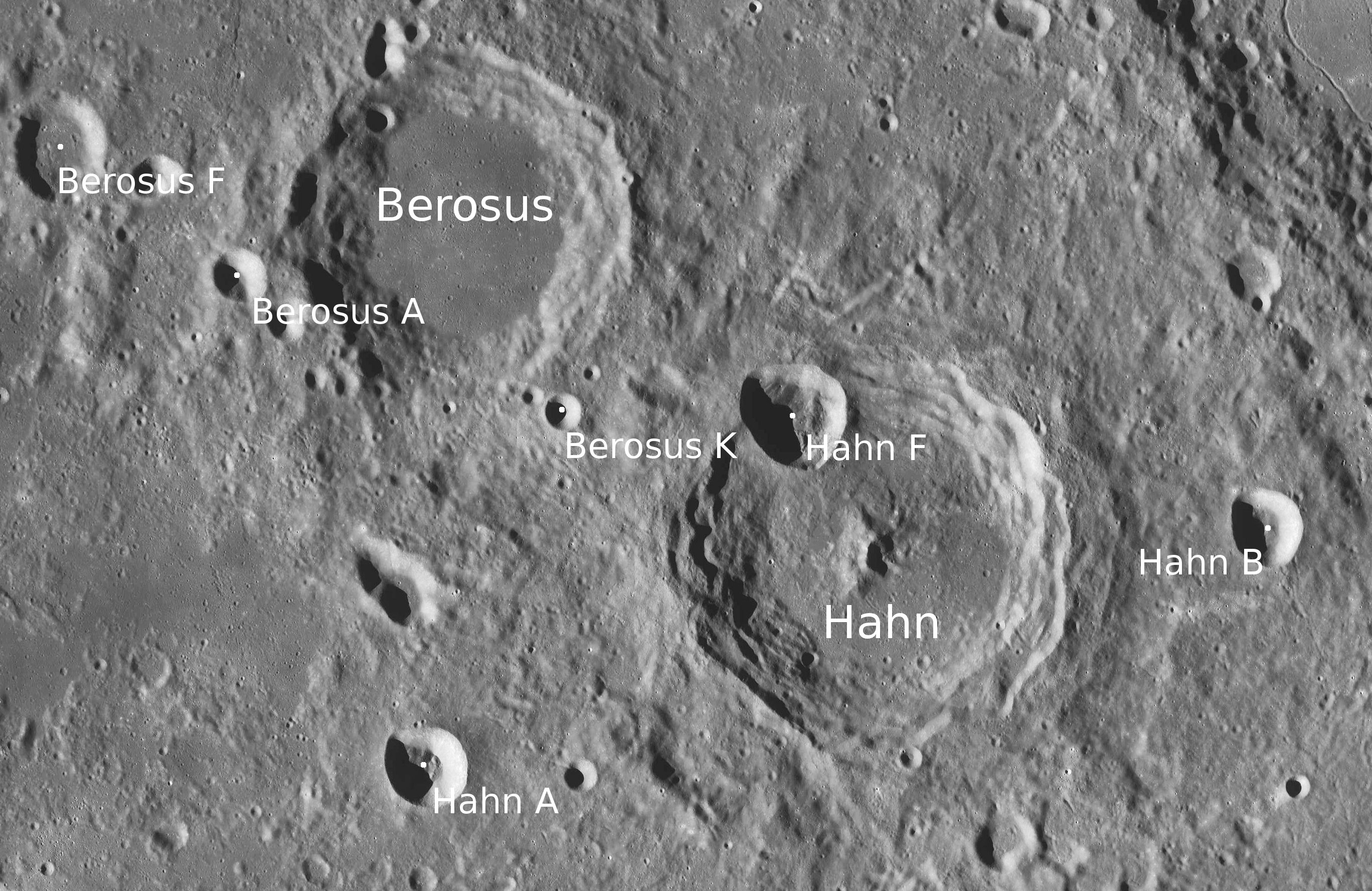
Localització de Berosus (superior dreta de la imatge)
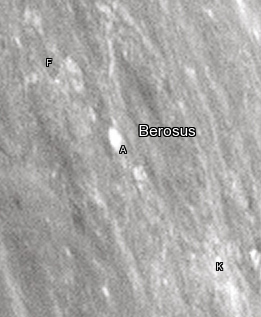
Cràters satèl·lit
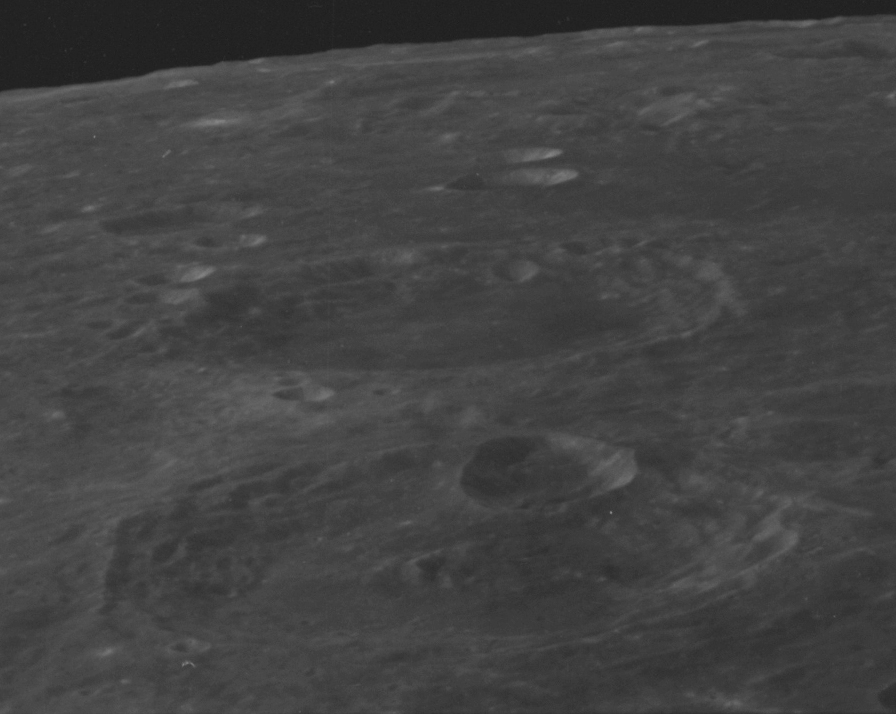
Vista obliqua de Hahn en primer pla i Berosus darrere d'ell. Fotografia de la missió Apollo 14

La vora d'aquest cràter és més o menys circular, però amb una mica de angulositat al llarg de la banda oriental. El seu extrem sud ha estat fortament erosionat, i apareixen alguns cràters petits al llarg de la vora nord. Les parets interiors tenen algun aterrassament al llarg dels costats est i nord-oest. El fons de Berosus ha estat inundat per lava que l'ha anivellat i l'ha deixat gairebé sense trets distintius.

## Cràters satèl·lit
Per convenció aquests elements són identificats en els mapes lunars posant la lletra en el costat del punt central del cràter que està més proper a Berosus.
| Berosus | Coordenades                          | Diàmetre |
| ------- | ------------------------------------ | -------- |
| A       | 33° 06′ N, 68° 06′ E / 33.1°N,68.1°E | 12 km    |
| F       | 34° 00′ N, 66° 36′ E / 34.0°N,66.6°E | 22 km    |
| K       | 32° 06′ N, 70° 54′ E / 32.1°N,70.9°E | 6 km     |